# Терористичний акт в Ель-Кувейті
Терористичний акт в Ель-Кувейті — вибух, що його здійснив терорист-смертник у шиїтській мечеті в столиці Кувейту, місті Ель-Кувейт. Теракт стався під час вечірньої молитви; на момент вибуху в мечеті перебувало близько 2 тисяч осіб, 25 з них загинули. Відповідальність за напад узяло на себе Ісламська Держава.